# Neufahrner Spange
| Neufahrner Spange mit Neufahrner Kurve in Richtung Freising |                                                                     |                                  |                                  |
| Streckennummer (DB): | 5557 (Neufahrn–München Flughafen) 5559 (Neufahrn Ost–Neufahrn Nord) |                                  |                                  |
| Kursbuchstrecke (DB): | 930, 999.1                                                          |                                  |                                  |
| Streckenlänge: | 7,285 km                                                            |                                  |                                  |
| Spurweite: | 1435 mm (Normalspur)                                                |                                  |                                  |
| Streckenklasse: | D4                                                                  |                                  |                                  |
| Stromsystem: | 15 kV 16,7 Hz ~                                                     |                                  |                                  |
| Minimaler Radius: | 675 m                                                               |                                  |                                  |
| Streckengeschwindigkeit: | 160 km/h                                                            |                                  |                                  |
| Zugbeeinflussung: | PZB                                                                 |                                  |                                  |
| Zweigleisigkeit: | durchgehend                                                         |                                  |                                  |
| |                                                                     |                                  |                                  |
| \| \| \| von München Hbf \| \| \| \| 30,425 \| Neufahrn (b Freising) \| Neufahrn (b Freising) \| \| \| \| nach Regensburg Hbf \| \| \| \| \| von Neufahrn (b Freising) Nord \| \| \| \| 33,426 \| Neufahrn (b Freising) Ost (Abzw) \| Neufahrn (b Freising) Ost (Abzw) \| \| \| 35,115 \| Isar (200 m) \| Isar (200 m) \| \| \| 36,511 \| Schwaigbach (222 m) \| Schwaigbach (222 m) \| \| \| \| von München Ost \| \| \| \| 37,710 \| München Flughafen West (Bft) \| München Flughafen West (Bft) \| \| \| \| nach München Flughafen Terminal \| \| \| \| \| \| \| \| Quellen: [1][2] \| \| \| \| |                                                                     |                                  |                                  |
| Strecke |                                                                     | von München Hbf                  | von München Hbf                  |
| Bahnhof | 30,425                                                              | Neufahrn (b Freising)            | Neufahrn (b Freising)            |
| Abzweig geradeaus und nach links |                                                                     | nach Regensburg Hbf              | nach Regensburg Hbf              |
| Abzweig geradeaus und von links |                                                                     | von Neufahrn (b Freising) Nord   | von Neufahrn (b Freising) Nord   |
| Blockstelle | 33,426                                                              | Neufahrn (b Freising) Ost (Abzw) | Neufahrn (b Freising) Ost (Abzw) |
| Brücke über Wasserlauf | 35,115                                                              | Isar (200 m)                     | Isar (200 m)                     |
| Brücke über Wasserlauf | 36,511                                                              | Schwaigbach (222 m)              | Schwaigbach (222 m)              |
| Abzweig geradeaus und von rechts |                                                                     | von München Ost                  | von München Ost                  |
| Blockstelle | 37,710                                                              | München Flughafen West (Bft)     | München Flughafen West (Bft)     |
| Strecke |                                                                     | nach München Flughafen Terminal  | nach München Flughafen Terminal  |
| |                                                                     |                                  |                                  |
| Quellen: |                                                                     |                                  |                                  |

Die Neufahrner Spange ist eine zweigleisige und elektrifizierte Hauptbahn in Oberbayern. Sie verbindet den Bahnhof Neufahrn (b Freising) an der Bahnstrecke München–Regensburg mit dem Flughafen München.

## Verlauf

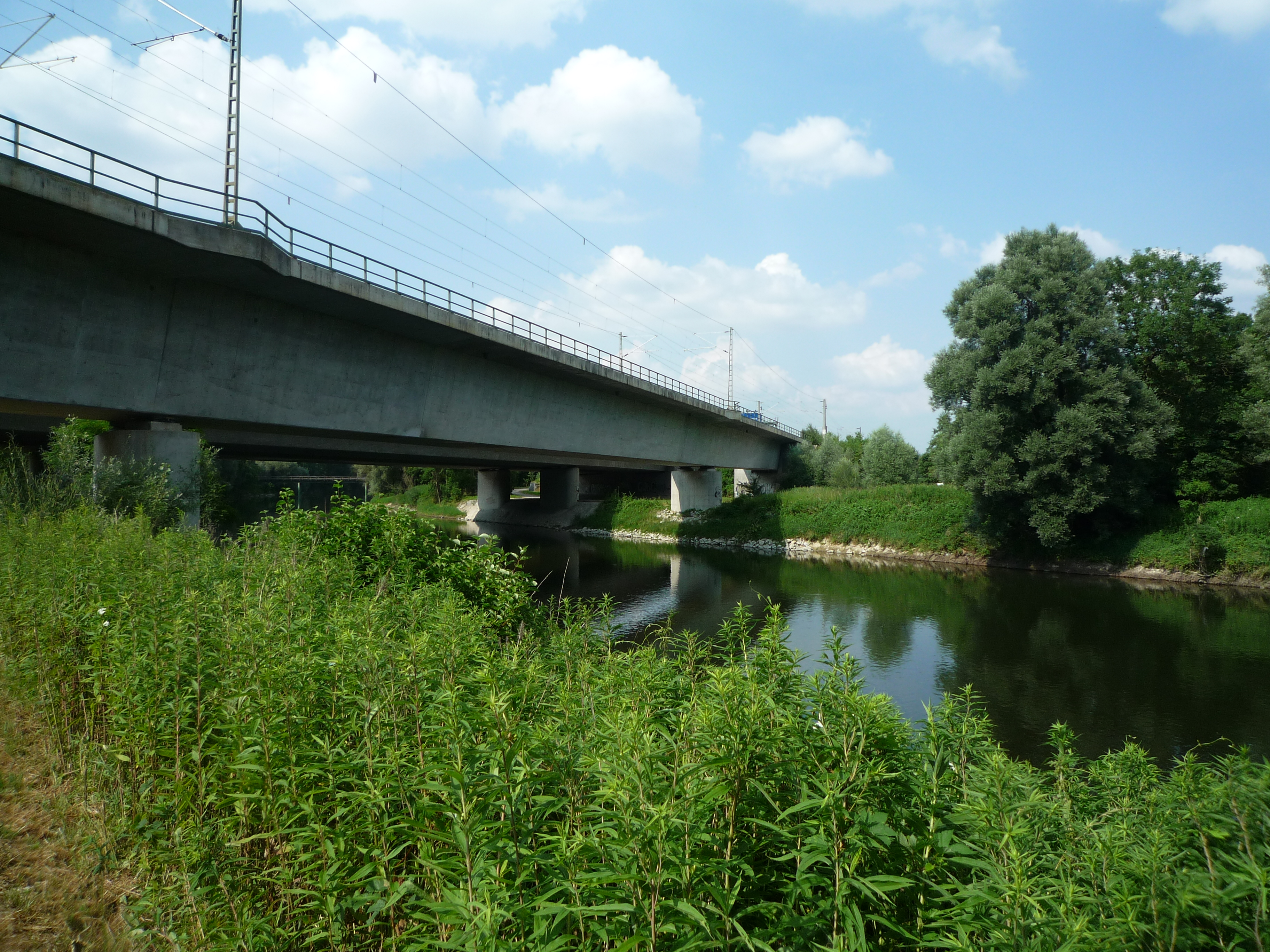
Bahnbrücke über die Isar bei Achering

Die Strecke zweigt nordöstlich des Bahnhofs Neufahrn (b Freising) höhenfrei von der Bahnstrecke München–Regensburg ab. Sie trifft nach wenigen hundert Metern auf die A92 und verläuft ab hier parallel zu dieser. Südlich der A92 trifft die Neufahrner Kurve aus Richtung Freising auf die Strecke und fädelt höhenfrei in diese ein. Bei Achering wird die Staatsstraße 2350 an der Anschlussstelle Freising-Süd unterquert. Danach verläuft die Strecke an der Autobahn entlang durch die Isarauen, überquert die Isar und folgt dann dem Flughafenzubringer. Kurz vor dem Flughafengelände trifft sie im Bahnhofsteil München Flughafen West auf die Bahnstrecke München Ost–Flughafen München.

## Geschichte
Nach der Eröffnung des Münchner Flughafens im Jahr 1992 war dieser nur über die Bahnstrecke München Ost–Flughafen München an das Schienennetz angeschlossen. Um eine zweite Verbindung herzustellen, wurde die Verbindungsstrecke von Neufahrn gebaut. Der Erste Spatenstich zum Bau war am 18. März 1997, eröffnet wurde die Strecke am 29. November 1998.
Am 16. August 2003 kam es im Bereich der Ausfädelung der Strecke Richtung Flughafen zum Zusammenstoß zweier S-Bahn-Züge, die kurz zuvor in Neufahrn geteilt worden waren. Dabei wurden mehrere Menschen verletzt. Der erste Teil, der nach Freising fahren sollte, wurde auf Grund einer falsch eingestellten Fahrstraße auf die Strecke zum Flughafen geleitet. Der Triebfahrzeugführer hielt den Zug daher an und kam vor den Kontakten zum Stehen, die das Ausfahrtssignal auf rot stellen (Signalhaltfall). Dadurch blieb dieses auf grün. Laut Vorschrift hätte sich der Triebfahrzeugführer des zweiten Zuges in jedem Fall beim Fahrdienstleiter einen Abfahrauftrag einholen müssen. Dies wurde in Neufahrn jedoch üblicherweise nicht getan. Das Fehlen der üblichen Rotphase nach der Abfahrt des ersten Zuges konnte der Triebfahrzeugführer des zweiten Zuges auf Grund des starken Nebels nicht erkennen. Beim Passieren des Signals nach der Abfahrt war dieses also für ihn als richtig erkannt worden.

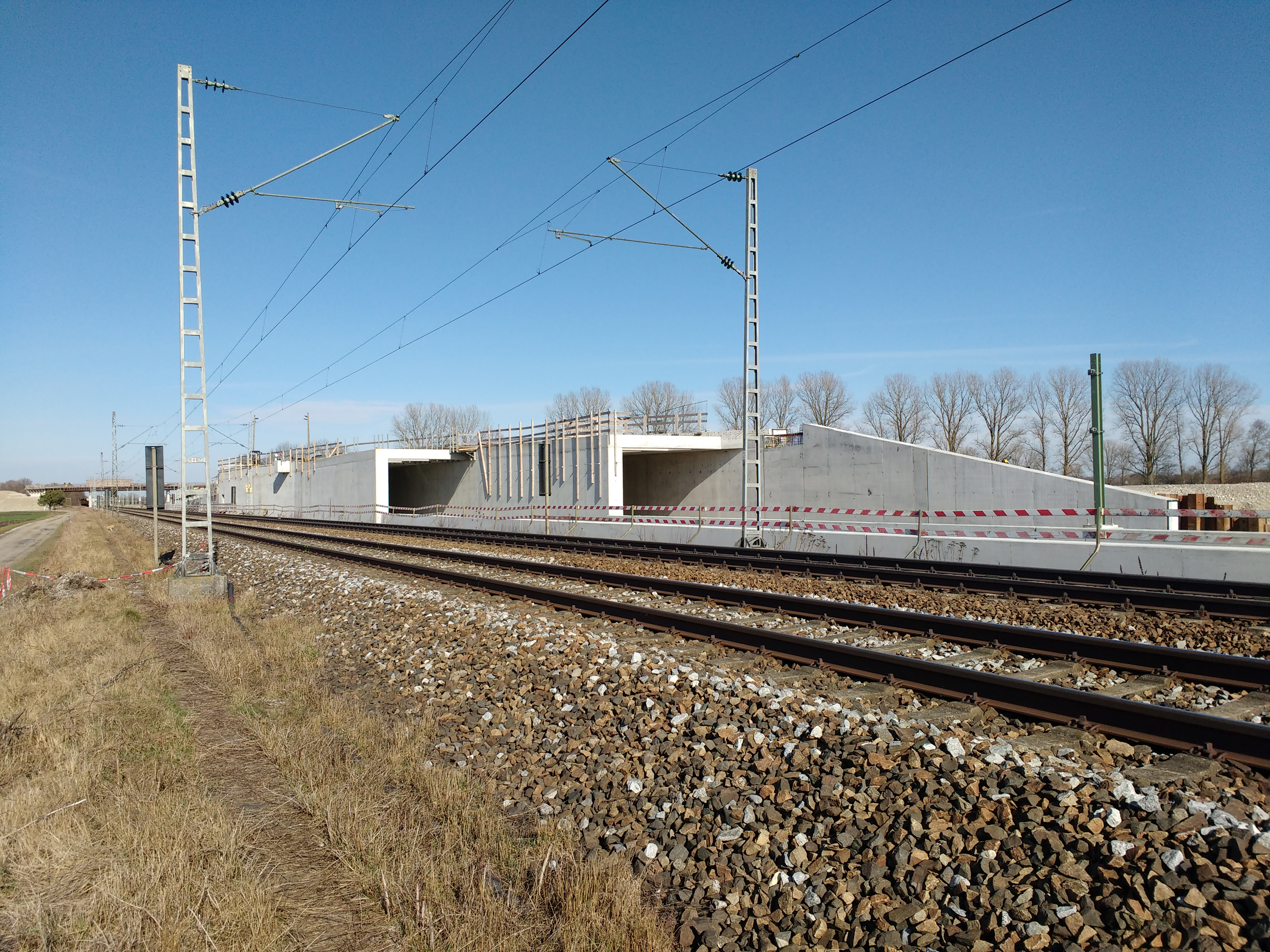
Baufortschritt im März 2017 an der Verbindung der Neufahrner Kurve zur Bahnstrecke München-Regensburg

Im Rahmen des Erdinger Ringschlusses begann 2006 die Planung für eine Verbindungskurve bei Neufahrn, um den Flughafen an Ostbayern anzubinden. Im April 2013 unterschrieben die Deutsche Bahn und das Land Bayern den Realisierungs- und Finanzierungsvertrag. Der Bau der 2,5 km langen Neufahrner Kurve begann mit dem Spatenstich am 27. Oktober 2014. Die zweigleisige und elektrifizierte Verbindungskurve zweigt vor dem Bahnhof Neufahrn von der Neufahrner Spange ab, überquert die A92 und trifft dann auf die Strecke in Richtung Freising und Regensburg. Die Streckengeschwindigkeit beträgt 90 bzw. 100 km/h. Am 6. Dezember 2018 wurde die Kurve mit einem Sonderzug feierlich eröffnet. Den planmäßigen Betrieb nahm die Deutsche Bahn mit dem Fahrplanwechsel am 9. Dezember 2018 auf.
Die Bayerische Staatsregierung kündigte 2023 die Inbetriebnahme eines Überwerfungsbauwerks Flughafen West zur höhenfreien Trennung der Strecken Richtung Johanneskirchen bis Ende 2028 an.
Im Rahmen des Projektes „Bahnausbau Region München“ des Freistaats Bayern wurde eine zusätzliche S-Bahn-Station Mintraching gutachterlich untersucht und positiv bewertet.

## Verkehr
Im Personenverkehr wird die Strecke im 20-Minuten-Takt durch die Linie S1 der S-Bahn München mit Elektrotriebwagen der Baureihe 423 bedient. Diese verkehrt von München Leuchtenbergring über München Ost, die Stammstrecke und die Strecke München–Regensburg bis Neufahrn. Hier wird der Zug in den meisten Fällen geteilt. Der vordere Zugteil fährt weiter nach Freising, der hintere über die Neufahrner Spange zum Flughafen. Neben den S-Bahnen verkehren noch vereinzelte Güterzüge zum Flughafen.
Seit dem 9. Dezember 2018 fährt im Stundentakt der Überregionale Flughafenexpress (ÜFEX) von Regensburg Hbf über Freising und die Neufahrner Kurve zum Bahnhof München Flughafen. Zum Einsatz kommen Elektrotriebwagen der Baureihe 463 (Siemens Mireo). Von 2018 bis 2024 wurde der ÜFEX ausschließlich von DB Regio betrieben. Seit 2024 werden die Züge alle zwei Stunden in Regensburg nach Nürnberg durchgebunden. Diese Fahrten zwischen München Flughafen und Nürnberg werden in Kooperation von Agilis und DB Regio durchgeführt.